# Tefé
Tefé (antiguamente, Ega) es un municipio brasileño del interior del estado de Amazonas, en la Región Norte del país. Su población, según estimaciones del Instituto Brasileño de Geografía y Estadística (IBGE) en 2021, era de un total de 59.250 habitantes. Su área territorial es de 23.808 kilómetros cuadrados, lo que lo convierte en el cuadragésimo octavo municipio más grande de Brasil por superficie. 
Se encuentra a 523 kilómetros de Manaus, la capital del estado, y a 2.304 kilómetros de Brasilia, la capital nacional. 
La ciudad está ubicada a orillas del lago Tefé, lago formado por el ensanchamiento del río del mismo nombre cerca de su desembocadura, que es uno de los afluentes del Río Solimões por su margen derecha.
Tefé tiene un IDH de 0.639 (promedio), típico de ciudades del interior del estado. La principal fuente de ingresos de la ciudad es el comercio local y la agricultura, ya que se transportan diversos alimentos a otras ciudades, incluida la capital, Manaos.
- Datos: Q975545
- Multimedia: Tefé / Q975545